# Joan Blackman
Joan May Blackman (San Francisco (California), 17 de mayo de 1938) es una actriz estadounidense.[cita requerida]

## Cine
Blackman hizo su primera aparición en la película Good Day for a Hanging (1959). También se destacó principalmente por trabajar juntó con Elvis Presley. Interpretó a Maile Duval en Blue Hawaii (1961), al año siguiente, interpretó a Rose Grogan en Kid Galahad (1962). También interpretó a Ellen Spelding en Career (1959), protagonizada por Dean Martin, Blackman volvió a interpretar a Ellen Spelding en la película Visit to a Small Planet (1960), protagonizada por Jerry Lewis. Entre sus otras apariciones incluyen The Great Impostor (1961), Twilight of Honor (1963), Daring Game (1968), Pets (1974), Macon County Line (1974), y Moonrunners (1975). En 1985, Blackman apareció en la película Return to Waterloo.

## Televisión
Black empezó a trabajar en la industria televisiva tras haber sido invitada en la serie de televisión Hawkeye and the Last of the Mohicans. Entre sus otras apariciones en televisión incluyen su interpretación como Hilary Gray en el episodio "The Case of the Ruinous Road" de la serie Perry Mason. En 1958, Blackman trabajó juntó con Jack Lemmon en el episodio "Disappearance" de la serie Alcoa Theatre, también hizo varias apariciones individuales en Bonanza, I Spy y Gunsmoke.
Entre 1965 y 1966, Blackman trabajó en la serie de televisión Peyton Place, interpretó a Marion Fowler.

## Vida personal
En mayo de 1959, Blackman se casó con el actor Joby Baker, la pareja se había conocido en una escuela de teatro. Sin embargo, se divorciaron en noviembre de 1961. En julio de 1968, Blackman se casó con Rockne Tarkington, se divorciaron en octubre de 1970, la pareja tuvo dos hijos.